# Юріс Юраш
Юріс Юраш (латис. Juris Jurašs; нар. 6 серпня 1975) — латвійський політик та правник, військовий.

## Життєпис

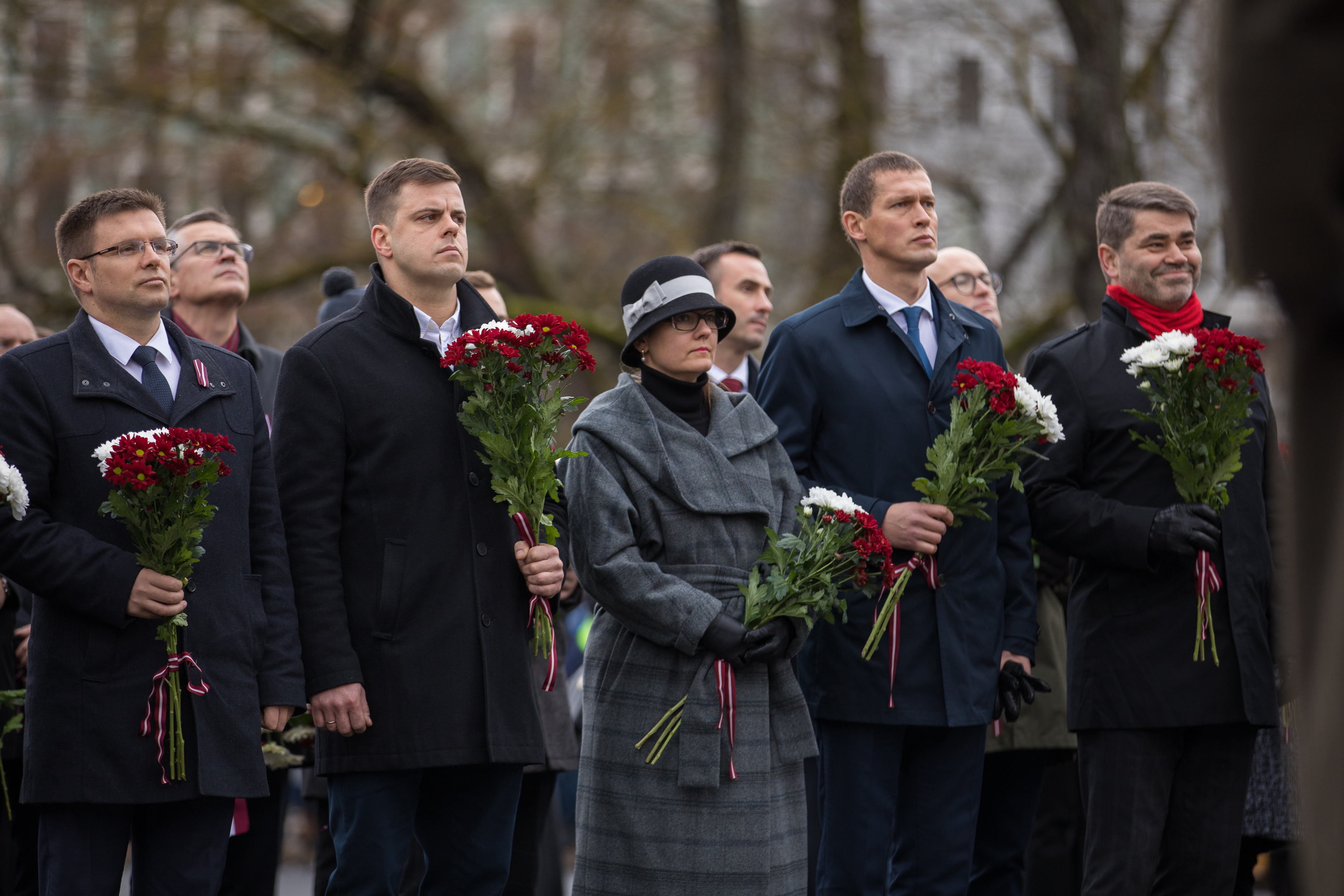
Покладання квітів до монументу Свободи, 11.11.2019

Юріс Юраш народився 6 серпня 1975 року в Ризі. Його батько Яніс Юраш — відомий коняр.
У 1999 році Юріс Юраш закінчив Латвійську поліційну академію зі ступенем бакалавра права.
З 2003 по 2005 рік був заступником начальника Бюро запобігання та боротьби з корупцією, а з 2005 року – начальником відділу оперативного розвитку Бюро запобіганню та боротьбі з корупцією.
2007 року Юріс Юраш здобув ступінь магістра права в Латвійській академії поліції.
У серпні 2016 року Юріс Юраш звільнився з Бюро запобіганню та боротьбі з корупцією та зайнявся політикою.
2017 року Юраш став членом Нової консервативної партії. У червні 2017 року був обраний до Ризької міської ради за списком Нової консервативної партії.
У жовтні 2018 року був обраний до Сейму Латвії від Курземського виборчого округу.
3 квітня 2020 року обраний головою правового комітету Сейму. 25 березня того ж року став головою фракції Нової консервативної партії у Сеймі Латвії. Також був членом групи латвійсько-української дружби Сейму Латвії.
У березні 2022 року, під час російського вторгнення в Україну, Юраш склав свої депутатські повноваження та поїхав в Україну, де приєднався до Інтернаціонального легіону, став службовцем добровольчого батальйону «Карпатська Січ». Учасник битви за Київ. У серпні 2024 року РФ оголосила Юраша у розшук за позовом так званої «прокуратури ДНР».